# Маркова, Ольга Юрьевна
О́льга Ю́рьевна Ма́ркова (род. 6 августа 1968, Ленинград) — российская легкоатлетка, специалистка по бегу на длинные дистанции и марафону. Выступала на крупных шоссейных соревнованиях в 1990-х и 2000-х годах, двукратная победительница Бостонского марафона, дважды вторая на Нью-Йоркском марафоне, третья на Гамбургском марафоне. Мастер спорта России международного класса.

## Биография
Ольга Маркова родилась 6 августа 1968 года в Ленинграде.
Заниматься лёгкой атлетикой начала в возрасте 13 лет, проходила подготовку под руководством тренеров В. Смирнова и Г. А. Виняра. Представляла ленинградский Спортивный клуб армии.
Впервые преодолела марафонскую дистанцию в 1988 году в Ужгороде, показав результат 2:42:12.
Начиная с 1990 года активно принимала участие в различных коммерческих забегах, преимущественно на территории США. Так, в этом сезоне одержала победу на Марафоне морской пехоты в Вашингтоне (2:37:00), стала третьей на Гамбургском марафоне (2:38:00).
В 1991 году была четвёртой на Лос-Анджелесском марафоне (2:33:27) и второй на Нью-Йоркском марафоне (2:28:27). На чемпионате СССР по марафону в Белой Церкви с результатом 2:34:07	финишировала четвёртой.
В 1992 году с рекордом России 2:23:43 выиграла Бостонский марафон. Снова стала второй на Нью-Йоркском марафоне (2:26:38).
В 1993 году вновь победила на Бостонском марафоне (2:25:27).
В 1994 году закрыла десятку сильнейших на Осакском международном женском марафоне (2:32:22), вновь стартовала на марафоне в Бостоне, но на сей раз сошла с дистанции и не показала никакого результата.
В 1995—1996 годах стартовала в основном на дистанциях 10 и 12 км на различных коммерческих стартах в США.
После некоторого перерыва в 2000 году вернулась к марафонскому бегу и отметилась выступлением на Лондонском марафоне, однако здесь не финишировала.
В 2004 году пробежала 10 км в рамках марафона «Белые ночи» в Санкт-Петербурге, став на финише пятой.
В 2009—2010 годах ещё выступила на нескольких соревнованиях на шоссе в США, после чего завершила карьеру спортсменки.
Впоследствии работала тренером в фитнес-клубе в Пушкине.